# Borderlands 3
Borderlands 3 – strzelanka pierwszoosobowa z gatunku looter shooter opracowana przez Gearbox Software i wydana przez 2K Games. Jest to kontynuacja gry Borderlands 2 z 2012 roku. Została wydana 13 września 2019 na Microsoft Windows, PlayStation 4 oraz Xbox One. 10 listopada 2020 ukazała się wersja na konsolę Xbox Series X/S, a dwa dni później na PlayStation 5. Wydano także wersję zgodną z systemem operacyjnym macOS. Podobnie jak poprzednie części serii produkcja charakteryzuje się komiksową grafiką i jest oparta na silniku Unreal Engine 4.

## Produkcja

### Seria Borderlands
Wpływ poprzednich części serii na gatunek looter-shooterów jest nie do przecenienia. Pierwsza część, wydana w 2009 roku, połączyła dynamiczną rozgrywkę strzelanki z elementami RPG oraz mechaniką zdobywania losowo generowanego ekwipunku, co stało się fundamentem dla dalszych części cyklu. Do listopada 2022 roku sprzedano ponad 77 milionów egzemplarzy gier z tej serii, z czego 26 milionów przypada na Borderlands 2. W ciągu pięciu dni od premiery Borderlands 3 sprzedano dodatkowe pięć milionów kopii, co podniosło łączny przychód serii do ponad miliarda dolarów.

## Odbiór gry
Gra spotkała się z pozytywną oceną krytyków, uzyskując 82 punkty w agregatorze Metacritic.